# Dave Murray
Dave Murray (eredeti nevén David Michael Murray; London, 1956. december 23. –) angol gitáros, aki az Iron Maiden tagjaként vált ismertté az 1980-as években.

## Pályafutása
Korábban a szintén Maiden-gitáros Adrian Smith-szel játszott együtt több zenekarban is, mint a Stone Free vagy az Evil Ways. Fiatalon Jimi Hendrix, Robin Trower (Procol Harum) és Santana hatására kezdett gitározni tanulni. 1976-ban csatlakozott először az Iron Maidenhez, de rövidesen kilépett, és az Urchin tagja lett, ahol ismét Adrian Smith volt a társa. Murray 1977 tavaszán tért vissza az Iron Maidenbe Steve Harris hívására, és azóta is ott játszik.
Steve Harris mellett ő az egyetlen tag, aki az Iron Maiden összes hivatalos kiadványán szerepelt, és gitárjátéka meghatározó eleme az együttes egyéni hangzásának. Legismertebb szerzeménye a Charlotte the Harlot című dal. Állandó hangszere a Fender Stratocaster, amelyből két,az ő nevével fémjelzett modell is készült (Fender Dave Murray Signature Stratocaster,Fender Dave Murray Californian Series Stratocaster), de korábban ESP és Jackson hangszereket is használt, akárcsak Gibson SG és Ibanez Destroyer gitárokat. Jelenleg a Fender Stratocasterek mellett Gibson Les Paulon, sőt 2012-től egy fekete Flying V-n is játszik időnként. A turnék szünetében Hawaii-on, Maui szigetén él feleségével, Tamarral és 1991-ben született lányával, Tashával.

## Diszkográfia

### Urchin
- She's A Roller (1977) – kislemez

### Iron Maiden
- Iron Maiden (1980)
- Killers (1981)
- The Number of the Beast (1982)
- Piece of Mind (1983)
- Powerslave (1984)
- Somewhere in Time (1986)
- Seventh Son of a Seventh Son (1988)
- No Prayer for the Dying (1990)
- Fear of the Dark (1992)
- The X Factor (1995)
- Virtual XI (1998)
- Brave New World (2000)
- Dance of Death (2003)
- A Matter of Life and Death (2006)
- The Final Frontier (2010)
- The Book of Souls (2015)

### Vendégszereplések
- Hear 'n Aid (1985) – "Stars"
- Psycho Motel – Welcome to the World (1997) – "With You Again"